# Paulo César Rocha Rosa
Paulo César Rocha Rosa (Coroatá, 5 de janeiro de 1980) é um ex-futebolista brasileiro que atuava como atacante.

## Carreira
Paulo César defendeu o Vila Nova, em 2000, e logo depois foi para o futebol português. Jogou por várias equipes até chegar no Braga em 2008, clube que disputava a primeira divisão portuguesa. Permaneceu no Braga  até 2013, defendendo o time braguista por cinco temporadas, com 143 jogos disputados e 19 gols marcados.

## Títulos
Braga
- vice-campeão da Primeira Liga de 2009–10[2]
- vice-campeão da Liga Europa da UEFA de 2010–11
- Taça da Liga: 2012–13

Santa Cruz
- Campeonato Pernambucano: 2013